# ويليام بي. كوبر
ويليام بي. كوبر (بالإنجليزية: William B. Cooper)‏ هو سياسي أمريكي، ولد في 22 يناير 1867، وتوفي في 9 نوفمبر 1959.